# テディ (下着)

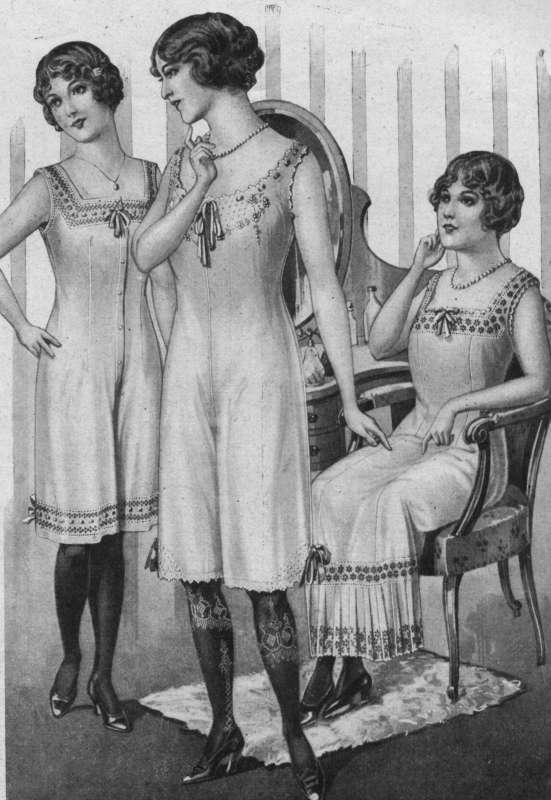
テディは1910年代に登場した。当時はenvelope chemiseと呼ばれた

テディ（英語: Teddy）とは、キャミソールとフレアパンティが一体となったランジェリーの一種である。ボディラインを整えるボディスーツに似ているが、ボディスーツはファウンデーションとしての機能をもつが、テディはランジェリーとしての役割しかない。また、ベビードールやミニスリップにも似ているが、より装飾性に重きをおいた作りになっており、パンツルックやキュロットスカートを着用するときに便利である。
テディの中でもファッショントップテディ（Fashion top teddy）は、ブラジャーとファッショントップが一体となったセクシーランジェリーの一種である。ひもパンティによる単純なスタイルから、ビーズまたはスパンコールがついた多種多様なスタイルがあり、装飾に重きをおいた作りになっている。